# Sete mil, novecentos e oitenta
Sete mil, novecentos e oitenta (7 980) é o número de anos que compõe o período juliano, e foi importante na história da cronologia.
Este número de anos é o produto de três ciclos: o ciclo de 28 anos, que corresponde, no calendário juliano, ao período em que os dias da semana caem nos mesmos dias do ano, o ciclo metônico, da Lua, de 19 anos, e o ciclo das indicções, de 15 anos, relacionado a impostos cobrados durante o Império Romano.
Este período foi inventado por Joseph Scaliger, e sua característica é que cada ano deste ciclo é diferente dos demais, ou seja, cada ano tem um valor diferente para o número de ouro (ou o ciclo da Lua), o ciclo do Sol e o ciclo da indicção. O primeiro ano deste ciclo foi definido como o ano em que os três ciclos tinham valor 1, e o ano de nascimento de Jesus Cristo foi o ano 4714 deste ciclo. De acordo com Rutherford, a criação do mundo ocorreu no ano 3950 a.C., ou seja, no ano 765 do período juliano. O ano 1749 correspondeu ao ano 6462 do período juliano.